# Belvedere (Charlottenburg)

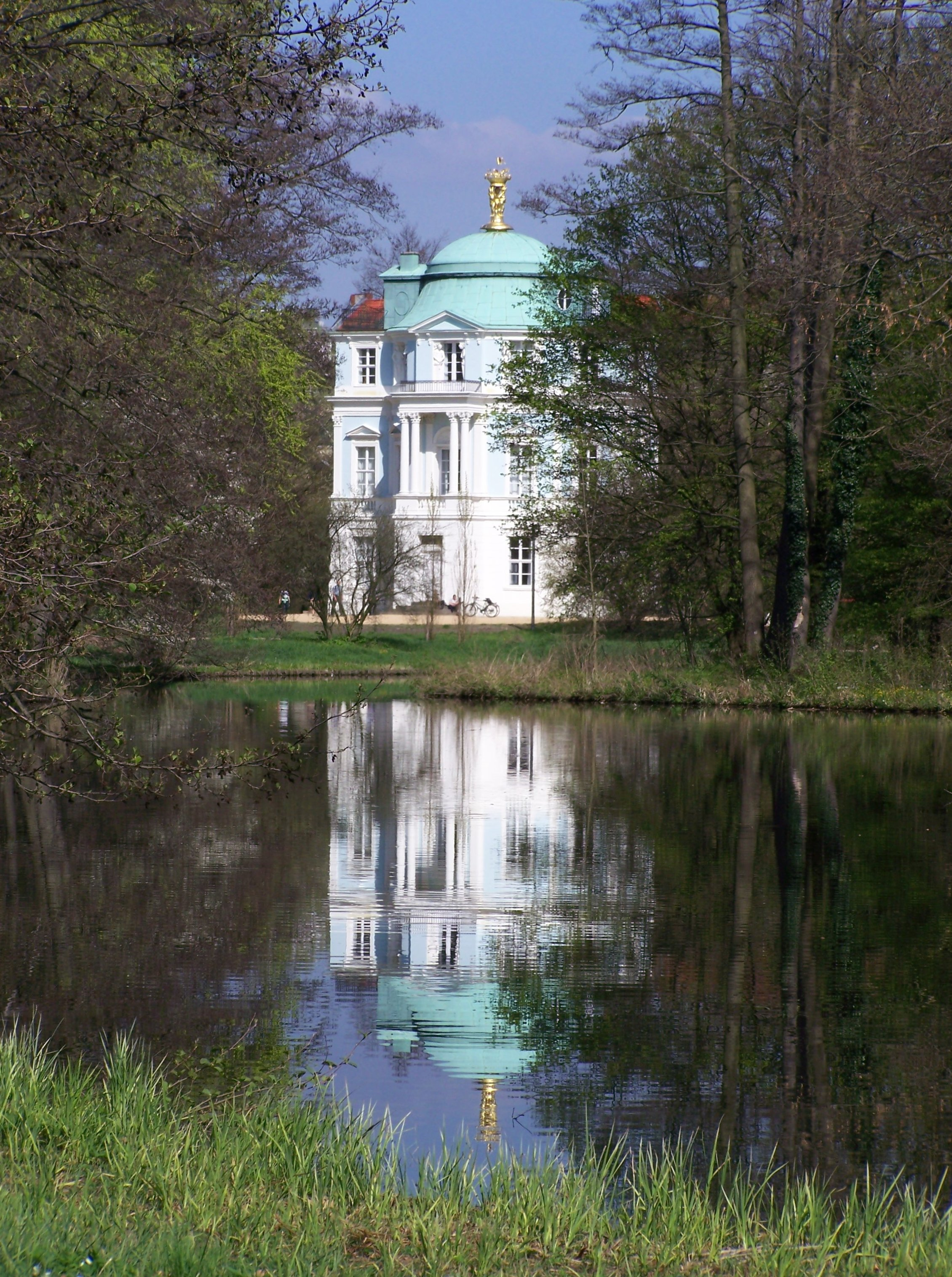
Belvedere

Das Belvedere (ital. bel vedere „schöne Aussicht“) war ursprünglich ein Teehaus und Aussichtsturm im nordöstlichen Teil des Parks des Charlottenburger Schlosses, nahe der Spree in Berlin. Das im Übergang vom barocken zum klassizistischen Stil erbaute dreigeschössige Gebäude wurde nach Plänen von Carl Gotthard Langhans 1788/89 für König Friedrich Wilhelm II. errichtet.

## Beschreibung

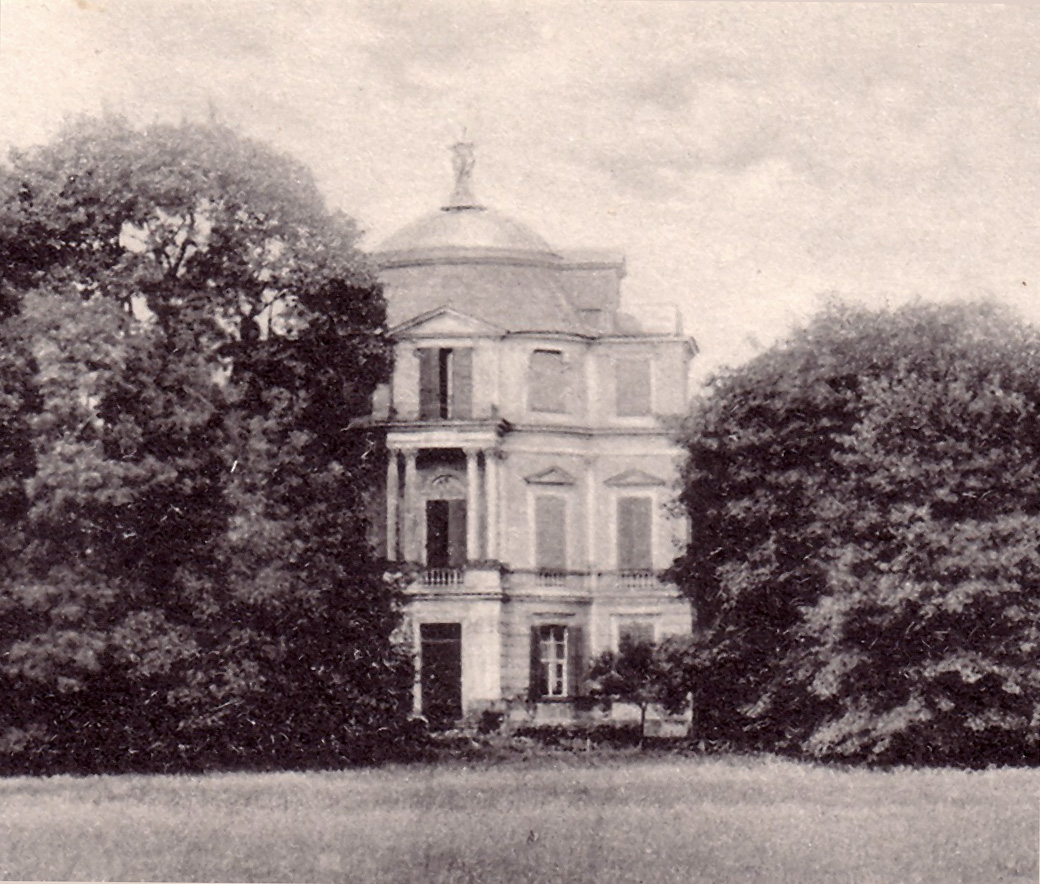
Belvedere („Theeschlösschen“), um 1900

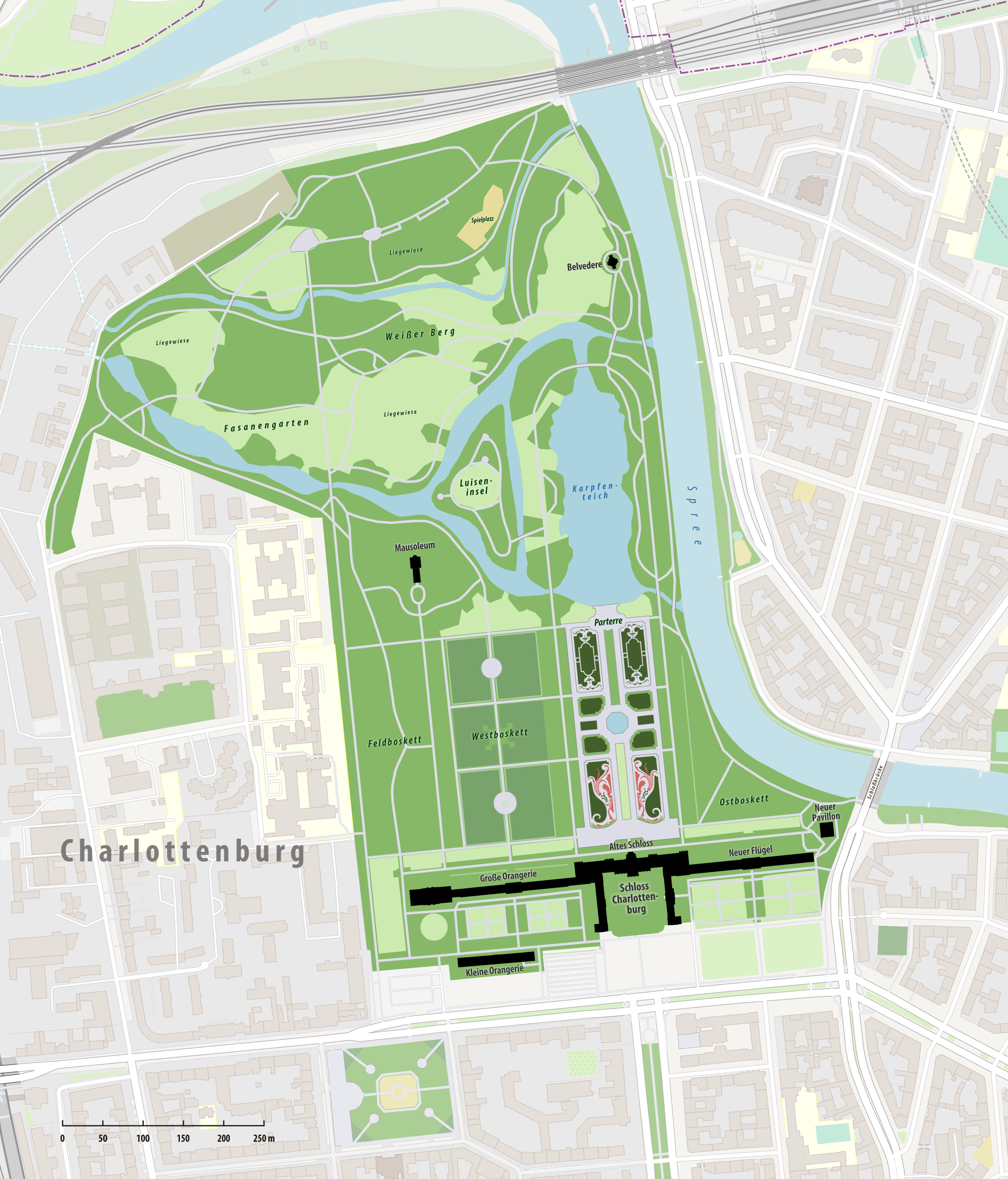
Schlosspark Charlottenburg

Das Belvedere liegt im nordöstlichen Teil des Charlottenburger Schlossparks.  

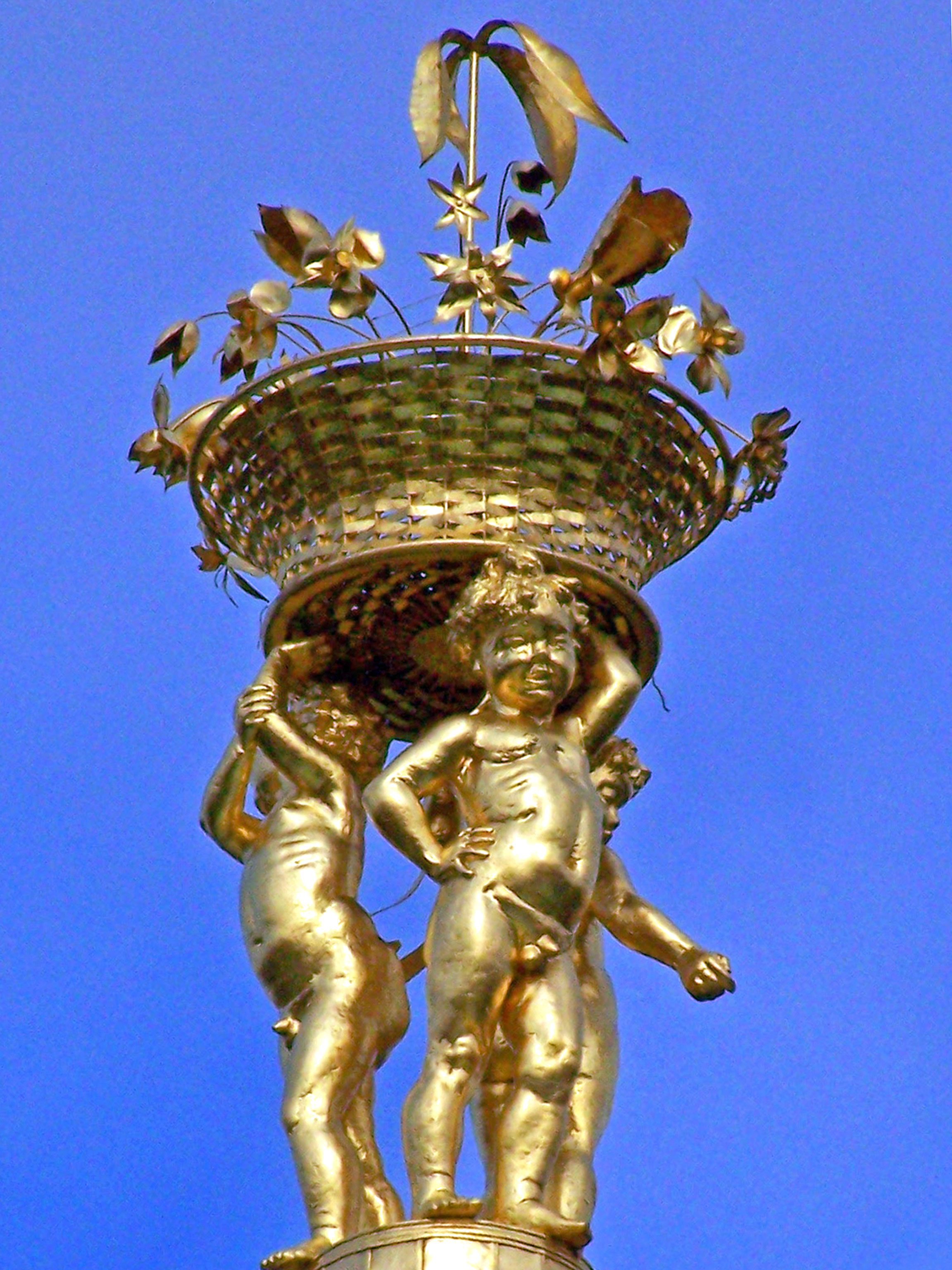
Figurengruppe

Das Belvedere wurde ursprünglich auf einer Insel errichtet. Den Grundriss bildet ein Oval, an das vier Rechtecke anschließen. An diesen kleinen Vorbauten befinden sich im Erdgeschoss die Eingänge, im ersten Obergeschoss Säulen (auf der Ost- und Westseite) bzw. Pilaster (Nord- und Südseite). Auf den Säulen ruhen im zweiten Obergeschoss Balkone. Eine kupferbeschlagene Kuppel schließt das Gebäude nach oben hin ab. Auf dieser stehen drei vergoldete Knaben, die einen Blumenkorb auf ihren Köpfen halten. Sie stammen von Karl Bobek (1925–1992) in freier Wiederholung der ursprünglichen Gruppe von Johann Eckstein.

## Geschichte
König Friedrich Wilhelm II. nutzte den Pavillon zu persönlichen Aufführungen kammermusikalischer Werke. Hier fanden auch die betrügerischen Geisterbeschwörungen des Ordens der Gold- und Rosenkreuzer statt, mit denen dieser Geheimbund den nachmaligen König zum Eintritt veranlasste. Nach erheblichen Zerstörungen im Zweiten Weltkrieg (1943) erfolgte 1956 bis 1960 der Wiederaufbau nach alten Stichen. Das Innere der drei übereinander liegenden Säle wurde jedoch nicht wieder entsprechend dem ursprünglichen Zustand rekonstruiert. Das Belvedere beherbergt heute als Dauerleihgabe des Landes Berlin eine bedeutende Porzellansammlung – Meisterwerke aus der Königlichen Porzellan-Manufaktur Berlin (KPM). 2002/03 wurde das Belvedere renoviert. Es steht unter Denkmalschutz.